# Macrocera alternata
Macrocera alternata är en tvåvingeart som beskrevs av Enrico Adelelmo Brunetti 1912. Macrocera alternata ingår i släktet Macrocera och familjen platthornsmyggor. Inga underarter finns listade i Catalogue of Life.